# Храм Гефеста
Храм Гефеста или Гефестейо́н (греч. Ναός Ηφαίστου) — храм в Древних Афинах на вершине холма Колона Агорского на западной стороне Афинской агоры, наиболее сохранившееся здание на агоре. Ранее назывался также Тесейоном (Θήσειον), по ошибочному предположению о том, что именно в него были перенесены Кимоном останки Тесея.

## История
Недавние археологические раскопки подтвердили, что это Гефестейон, храм бога Гефеста, а не место культа Тесея, Ареса и Геракла, как считалось ранее. Храм дорического ордера сооружён в период 460—420 годов до н. э. Архитектор неизвестен, но это, по всей видимости, тот же зодчий, который построил храм на мысе Сунион, храм Ареса на Агоре и храм Немезиды в Рамнунте.
Храм имел пронаос и опистодом, выполненные по типу дистиля, или «храма в антах». Снаружи это был периптер 6×13 колонн высотой 5,88 метров. Храм был построен из пенделийского мрамора, скульптуры — из паросского мрамора. Длина 31,77 метров, ширина 13,72 метров. Два ряда дорических колонн в виде буквы П внутри храма образовывали три нефа. Согласно путешественнику Павсанию, в глубине храма стояли бронзовые статуи Гефеста и Афины Эрганы (Работницы), покровительницы керамического и кустарного производств. Статуи датируются 421—415 годами до н. э. и приписываются скульптору Алкамену. На метопах по восточной стороне изображены девять из 12 подвигов Геракла, на южной и северной стороне — четыре подвига Тесея, из-за которых храм и получил в народе название Тесейон. Фриз проходит по пронаосу и опистодому. На фризе пронаоса изображена победа Тесея над претендовавшими на царское место в Афинах Паллантидами, 50 сыновьями Палланта, на которой присутствовало шесть олимпийских богов. На фризе опистодома была изображена кентавромахия, битва кентавров. Скульптуры на западном фронтоне изображали кентавромахию, на восточном фронтоне — вознесение Геракла на Олимп или рождение Афины. Найден фрагмент парной женской скульптуры, где одна из фигур несёт на спине другую («Эфедризмос», хранится в Музее агоры, S 429), и торс одетой женской фигуры, возможно находившейся на оконечности храма («Нереида», хранится в Музее агоры, S 182).
В эллинистический период у храма были высажены растения в горшках, найденных при раскопках. С приходом христианства в Грецию и до 1834 г. он использовался как православная церковь, В VII веке был превращен в церковь Святого Георгия Акамаса. В XVIII веке здесь хоронили протестантов, умерших в Афинах. В 1834 году здесь встречали после обретения Грецией независимости короля Оттона I. Король Оттон I повелел разместить в храме экспозицию Национального археологического музея. Музей работал до 1930-х годов, когда Американская школа классических исследований в Афинах (ASCSA) начала раскопки на агоре.
Храм обладал правом убежища для беглых рабов, просивших найти себе нового хозяина или выполнявших службы при храме и его землях. Согласно Менандру, на ступенях, ведущих на холм у храма, собирались поденщики и безработные для найма на временные работы, а во время празднеств с самого холма выступали певцы и поэты.
В 1972—1975 годах Американская школа классических исследований в Афинах проводила работы по реставрации и консервации Гефестейона, в 1978 году восстановлена крыша.